# Улан (уезд)
Ула́н (кит. упр. 乌兰, пиньинь Wūlán, палл. Улань) — уезд Хайси-Монгольско-Тибетского автономного округа провинции Цинхай (КНР).

## История
В 1959 году уезд Улан был выделен из уезда Дулан. В 1952 году к уезду Улан был присоединён уезд Дэлинха.
В 1988 году Дэлинха был выделен из уезда Улан в отдельный городской уезд.

## Административное деление
Уезд Улан делится на 4 посёлка.

## Достопримечательности
- Солёное озеро Чака[2].